# Osiedle Stare Sady
Osiedle Stare Sady – osiedle mieszkaniowe w Wieluniu, wznoszone od 1984 roku. Położone między ulicami: 18 Stycznia, Częstochowską i Nadodrzańską. 54 bloki mieszkalne, od 1993 także segmentowe budownictwo jednorodzinne. W końcu 1997 zamieszkane przez 5109 osób. Na terenie osiedla zlokalizowany jest kościół św. Stanisława Biskupa Męczennika.

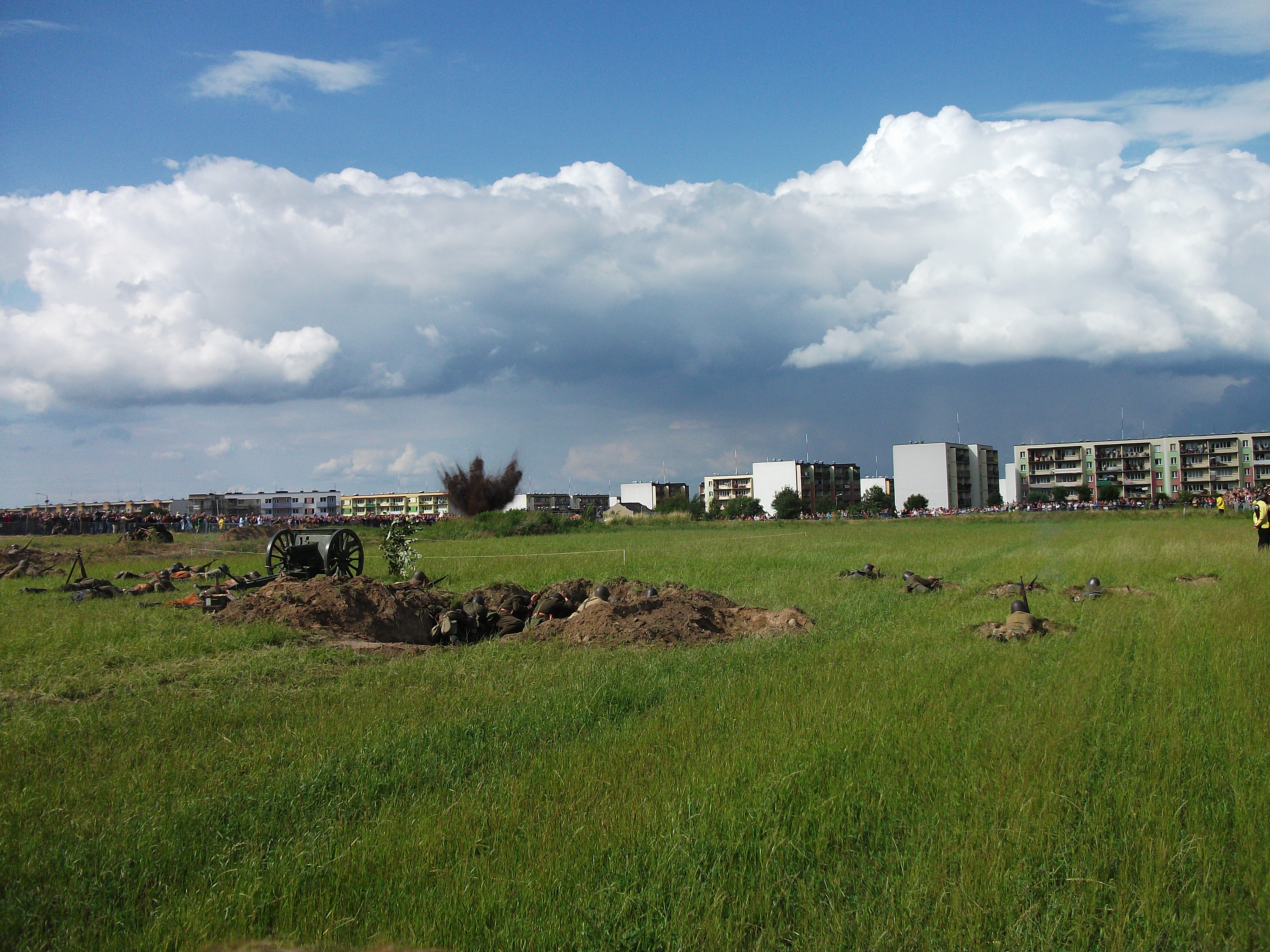
Fragment osiedla Stare Sady. Widowisko - Dni Wielunia 2011

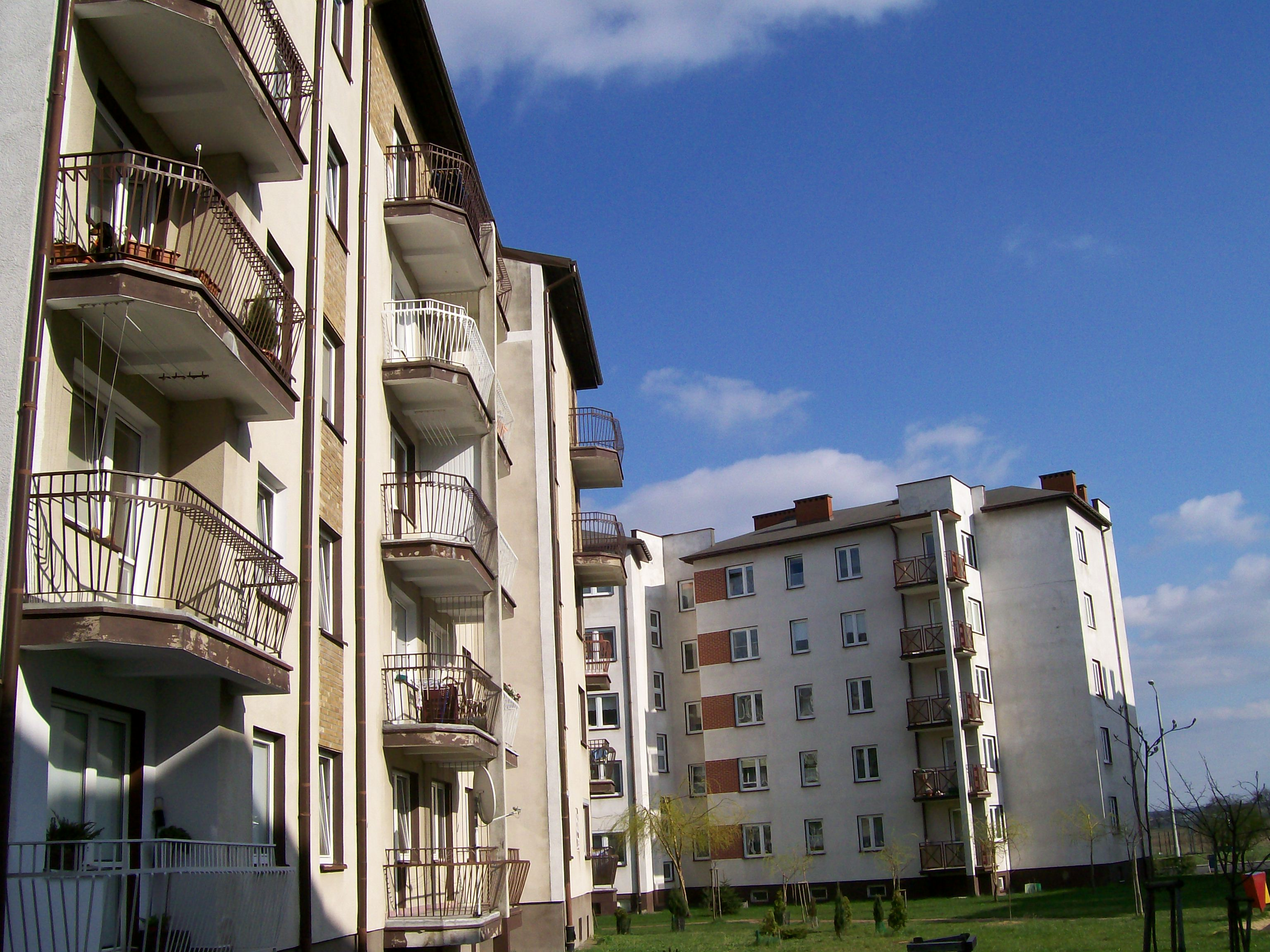
Fragment osiedla Stare Sady

Osiedle to wznoszono uprzemysłowioną metodą OWT.
Według założeń z 1987 roku miało mieć:
- 90  budynków mieszkalnych z około 2600 mieszkaniami
- 8000  mieszkańców
- 6,4 ha parków osiedlowych
- 1 szkołę podstawową dla 960 dzieci
- 2 przedszkola dla 360 dzieci
- 1 żłobek dla 120 dzieci
- 1 Osiedlowy Dom Kultury (z przychodnią lekarską, apteką i administracją osiedla)
- 3 pawilony handlowe o powierzchni 2800 m²
- Osiedle miało zająć powierzchnię 47 ha

Zakończenie inwestycji planowano na 1992 rok.